# Neil Strauss
Neil Darrow Strauss, também conhecido pelos pseudônimos Style e Chris Powles, é um autor, jornalista e escritor-fantasma americano. Ele é mais conhecido por seu livro The Game: Penetrating the Secret Society of Pickup Artists, no qual ele descreve suas experiências na comunidade de sedução em um esforço para se tornar um "artista da sedução". Ele é editor colaborador da Rolling Stone e também escreve regularmente para o The New York Times.

## Infância e educação
Depois de terminar o colegial na Latin School of Chicago em 1987, Strauss frequentou o Vassar College, então foi transferido e posteriormente se formou em Psicologia pela Universidade Columbia em 1991. Ainda na escola começou sua carreira escrevendo para Ear, uma revista de vanguarda, e editando seu primeiro livro, Radiotext(e), uma antologia de escritos relacionados ao rádio para a editora pós-moderna Semiotext(e). Mudou-se para o The Village Voice, onde, antes de se tornar repórter e crítico, assumiu tarefas que iam desde copyediting até verificação de fatos para escrever cópia.